# 一水南天
《一水南天》（英語：A Tale of the Southern Sky），是一齣香港本地原創粵語音樂劇。劇目於2017年舉行7場圍讀演出，並在2020年正式公演，由香港舞蹈團和演戲家族聯合演出。

## 內容
劇目故事的背景為19世紀末至1941年的香港。
故事主角潮州人陳一水（陳健豪飾）在19世紀末到香港打拼，其間曾碰見以徐老海（謝茵飾）為首的海盗搶劫米貨，陳一水就想到替徐老海轉售搶來的米，徐老海得知陳一水希望掙錢讓村民脫貧，令雙方都有得益，便答應了他。陳一水便得到了第一筆利潤，一步步地成為米行老闆，在南北行街創立「譽泰隆」米行。到了1920年代，香港爆發米荒，但有由俞少鴻（陳榮飾）為首的米業同行囤積居奇，謀取暴利，令民眾生活處境變得非常艱難痛苦。陳一水在公義和利益之間作出選擇，在徐老海的幫助下，拯救百姓，在1941年香港要淪陷之際，已與香港關係十分密切，不可切割，故事亦在香港淪陷那天完結。

## 創作
2013年，張飛帆和劉穎途在朋友介紹下希望合力創作一齣音樂劇，而香港20世紀初的歷史吸引了張飛帆的注意，當時受到第一次世界大戰等因素影響，發生了維持數月的米荒，令港英政府訂立法例，保障米糧供應。由於沒有太多人知道這段本土歷史，遂決定以此作為故事背景。恰好認識到華商米行乾泰隆創辦人之子陳慈黌的故事，塑造陳一水角色。劇目的「譽泰隆」米行參照了於1841成立的乾泰隆之故事，店舖位於又稱「南北行街」的文咸西街。在2017年之前，一直都等不到機遇，直在2017年，終於有機會舉行圍讀演出，在黑盒劇場進行，以此參考外國音樂劇，看看市場的反應，測試劇目的市場價值，最終獲得好評，由香港舞蹈團選中了劇目。

## 特色
《一水南天》音樂劇結合了跳、唱、演一種藝術，而根據香港舞蹈團藝術總監楊雲濤所述，一水南天有一個完整故事和一些意象的東西，舞蹈則是當中的橋梁。而張飛帆認為劇中舞蹈皆為「形體動作」，無論本身是從事演員還是舞蹈員，在舞台上都無分彼此。而且故事時間跨度大，指可比喻為一部耗資幾億元製作的電影，概括了香港人的特質：出力、搵食、發財。
而一水南天於2020年正式演出，恰好是在反修例運動後，音樂劇涉及到社會淪陷、眾志成城的境況，合力對抗逆境，有時令人想起香港的社會議題，但在創作時並沒有太多社會狀況，而是在反映普世價值。此劇亦成了香港文藝界在COVID-19疫情以來首個大型演出。此劇亦是繼2004年合作《邊城》後，香港舞蹈團和演戲家族相隔13年再度合作。
劉穎途指，平常香港的劇都是花6個月構思，到了確定要做的時候只剩下3個月，令成品不理想，相比之下，一水南天的製作歷程長達7年，創作時間較為充裕。張飛帆期望，香港能藉着粵劇的先天優勢，發展音樂劇。兩人亦希望以後的創作也不會因為《港區國安法》自我審查。

### 結尾曲
一水南天以《焚城》作為結尾曲，當中末段歌詞強調了香港曾經有無數船隻來往，希望讓人記住香港深厚的歷史，接着的一句是願香港繼續發光，但張飛帆認為，「這個小島」已不再是東方之珠，唯願將來能再次成為。

## 電視播映
2021年2月27日，港台電視31播映《演藝盛薈：一水南天》，讓公演時未能購票的觀眾欣賞一水南天。

## 評價
有香港獨立媒體的專欄作家認為，此音樂劇是香港本地的《孤星淚》，認為蘊藏着抗爭密碼，會令人感動。

## 外部連結
- 官方網站，存于
- 港台電視31《演藝盛薈：一水南天》 （页面存档备份，存于）
- 一水南天-場刊